# Tipula immota
Tipula immota är en tvåvingeart som beskrevs av Alexander 1935. Tipula immota ingår i släktet Tipula och familjen storharkrankar. Inga underarter finns listade i Catalogue of Life.